# Куренное
Куренное — хутор в Подгоренском районе Воронежской области. Входит в состав Семейского сельского поселения.

## География
Хутор Куренное расположен в 17 км к юго-востоку от центра района — посёлка городского типа Подгоренский.

## Население
| 1859 | 2010 |
| ---- | ---- |
| 391  | ↘138 |